# Demodoco

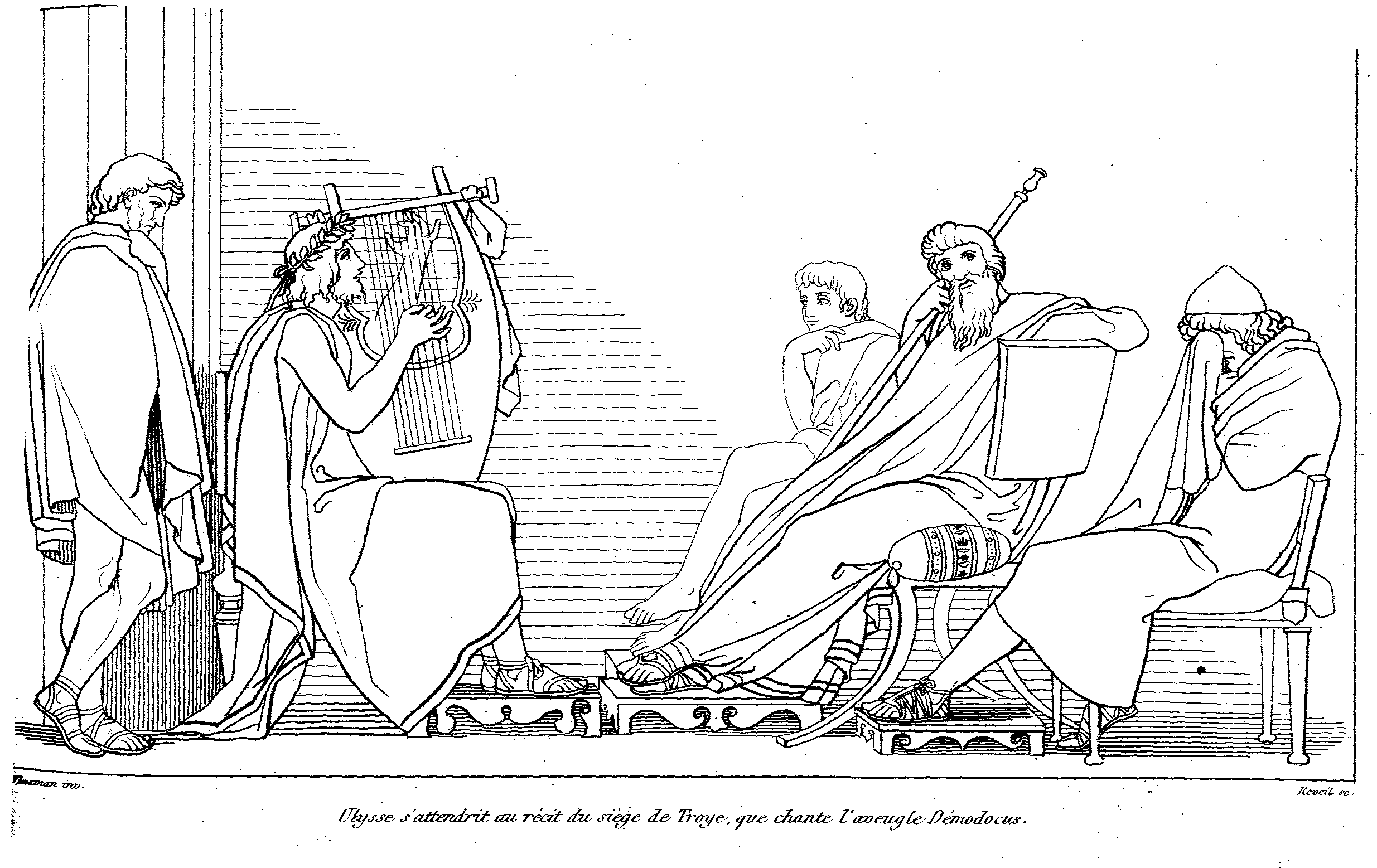
Demodoco con il suo canto fa commuovere Odisseo

Nell'Odissea di Omero Demodoco (in greco antico Δημóδoκος, Dēmòdokos) è un aedo che frequenta la corte di Alcinoo, il re dei Feaci dell'isola Scheria. Durante la permanenza di Odisseo sull'isola Demodoco declama tre poemi. Due di questi sono tratti dal ciclo della guerra di Troia e sono:
- La lite tra Odisseo ed Achille
- Lo stratagemma del Cavallo di Troia.

Entrambe le esibizioni vengono portate a termine più in fretta del previsto perché Odisseo, che non ha ancora rivelato la sua vera identità, si commuove nel sentir raccontare le sue esperienze passate.
Il terzo canto eseguito da Demodoco, che si esibisce questa volta al mercato dell'isola Scheria per accompagnare alcune danze, tratta dell'intrallazzo amoroso tra Ares ed Afrodite e diverte molto tutti gli spettatori.
Demodoco viene descritto come un poeta cieco, e potrebbe essere che sulla base di questo personaggio, interpretato come un autoritratto, Omero sia stato tramandato ai posteri come a sua volta privo della vista.